# سلاح الهندسة الملكي الأردني
سلاح الهندسة الملكي الأردني هو أحد تشكيلات الجيش العربي، وقد تأسس عام 1950 على شكل سرية ميدان. وبين عامي 1950 و1976 استمر تشكيل السرايا الخاصة بالسلاح حتى أصبح هناك أربع كتائب تابعة لهذا السلاح، كما تأسست كذلك «مدرسة سلاح الهندسة الملكي» عام 1956. وفي 1977 استُبدل اسم السلاح من «قيادة سلاح الهندسة الملكي» إلى «مديرية سلاح الهندسة الملكي».

## أبرز الواجبات
يقع على عاتق سلاح الهندسة العديد من الواجبات ومنها:
- تدريب وحدات الجيش العربي هندسياً وكيماوياً.
- دعم كتائب الهندسة في المناطق العسكرية.
- تطوير المعدات الهندسية بالتنسيق مع الجهات المختصة.
- إزالة حقول الألغام.
- التعامل مع الذخائر العمياء.
- تزويد وحدات الجيش العربي باللوازم الدفاعية.
- تقديم دراسات عن هندسة العدو بالتنسيق مع الجهات المختصة.
- تسهيل حركة الجيش العربي بواسطة فتح الطرق وبناء الجسور وإزالة الموانع.
- التعامل مع المفخخات في جميع أنحاء المملكة الأردنية الهاشمية.[2]

## أبرز الإنجازات
- إقامة مشاريع الحصاد المائي واستصلاح الأرض وفتح الطرق.
- إزالة حقول الألغام؛ حيث بدأ الأردن في إزالة الألغام عام 1993 من حدوده الغربية والشمالية، وقد كانت مساحة حقول الألغام في غور الأردن تبلغ ما نسبته 15% من مجموع الأراضي الصالحة للزراعة.
- المحافظة على البيئة عن طريق «مجموعة الإسناد الكيماوي»، ومن ذلك سيطرة هذه الوحدة على تسرب مصنع الكلور عام 1992 في الزرقاء وكذا تسرب اسطوانات الغاز السامة في مختبرات الجامعة الأردنية.
- الإسهام في صيانة المناطق الأثرية في جرش والبتراء.[3]